# Manoir de l'Isle (Côtes-d'Armor)
Pour l’article homonyme, voir Manoir de l’Isle (Calvados).
Le manoir de l'Isle est situé à Ploumilliau en France.

## Localisation
Le manoir est situé sur la commune de Ploumilliau, au lieu-dit La Croix-Rouge, dans le département des Côtes-d'Armor en région Bretagne.

## Description
L'ensemble est constitué du logis, de deux pavillons d'angle et de dépendances.

## Historique
Le manoir est sans doute le logis d'un négociant toilier ou d'un riche laboureur. Il est daté par inscription de 1757. 
Il est inscrit au titre des monuments historiques par arrêté du 9 novembre 2004. Les éléments protégés sont le logis en totalité, la cour close de murets cantonnée des deux pavillons, ainsi que le portail d'entrée.